# Pauline (geslacht)
Pauline is een geslacht van uitgestorven kreeftachtigen uit de klasse van de Ostracoda (mosselkreeftjes).

## Soort
- Pauline avibella Siveter, Derek, Briggs, Siveter, Sutton, Joomun, 2012 †